# Phlabianosz konstantinápolyi pátriárka
(Szent) Phlabiánosz, latinosan Flavianus (ógörögül: Φλαβιανος, latinul: Flavianus), (? – 449. augusztus 11.) konstantinápolyi pátriárka 446-tól 449-ig.
446-ban választották meg Konstantinápoly pátriárkájává. 448-ban zsinaton mondott átkot a Krisztus egy (csupán isteni) természetét tanító Eutükhész apátra (~380–456) és követőire. Mind Phlabianosz, mind Eutükhész levélben értesítette I. Leó pápát a történtekről, aki Phlabianosznak írt levelében ugyancsak elítélte Eutükhész tanait. Ezzel szemben Eutükhész mellett lépett fel I. Dioszkorosz alexandriai pátriárka, aki a 449-es II. epheszoszi zsinaton – ahol a pátriárkának és híveinek szavazati jogot nem is engedtek – megfosztotta Phlabianoszt a hivatalából. Az elítélt Phlabianoszt a felbőszített nép megtámadta, ő pedig három napra rá belehalt sebeibe.
A bizánci egyház mint mártírt szentként tiszteli.